# Umierająca Ziemia

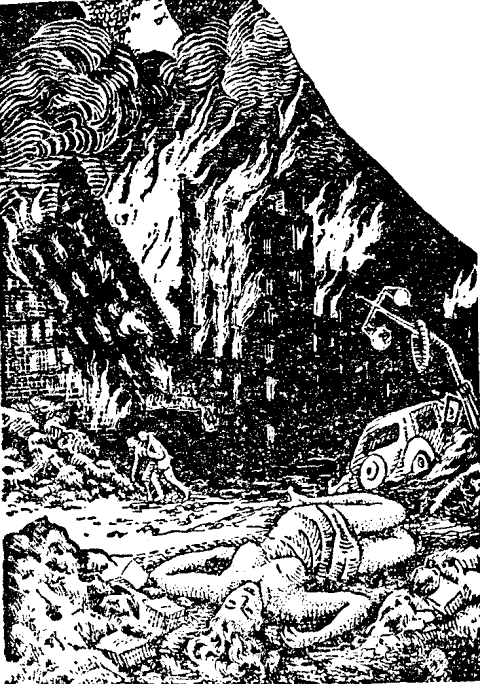
Rysunek przedstawiający miasto w płonących ruinach, autorstwa nieznanego artysty, do opowiadania Regeneration autorstwa Charlesa Dye’a i Katherine MacLean z tomu Future Combined with Science Fiction Stories (wrzesień 1951)

Umierająca Ziemia (ang. Dying Earth) – podgatunek fantastyki naukowej lub science fantasy, którego akcja rozgrywa się w dalekiej przyszłości – u schyłku życia na Ziemi lub w końcowych etapach istnienia wszechświata, gdy prawa natury zaczynają zawodzić. Dominujące tematy obejmują znużenie światem, utraconą niewinność, konflikt między idealizmem a rzeczywistością, entropię, śmierć cieplną Wszechświata, wyczerpanie zasobów oraz nadzieję na odnowę. Pokrewnym podgatunkiem, osadzonym w scenerii dalekiej przyszłości i entropijnego rozpadu, jest tzw. romans entropijny.

## Historia i charakerystyka
Gatunek umierającej Ziemi różni się od apokaliptycznego podgatunku tym, że nie koncentruje się na katastrofalnej destrukcji, lecz na entropijnym wyczerpaniu Ziemi. Właśnie dlatego jest opisywany jako bardziej „melancholijny”.
Powieść Wehikuł czasu (1895) autorstwa H.G. Wellsa wykorzystuje motywy umierającej Ziemi. Pod koniec opowieści bezimienny podróżnik w czasie przemieszcza się trzydzieści milionów lat w przyszłość, gdzie na jałowej planecie przetrwały jedynie gigantyczne kraby, motyle i porosty. Następnie udaje się jeszcze dalej, by zobaczyć, jak gaśnie Słońce, a Ziemia pokrywa się lodem.
Dwa mroczne dzieła Williama Hope’a Hodgsona rozwijają wizję zapoczątkowaną przez Wellsa. Akcja powieści Dom na granicy światów (1908), która w Polsce została wydana w 1985 roku, toczy się w domu oblężonym przez nadprzyrodzone siły, skąd narrator wyrusza w daleką przyszłość, w której ludzkość wymarła, by ostatecznie dotrzeć poza kres istnienia Ziemi. Z kolei w powieści Night Land (1912) Hodgson opisuje czas miliony lat w przyszłości, gdy Słońce zgasło. Ostatnie miliony ludzi zgromadziły się w gigantycznej metalowej piramidzie, zwanej Ostatnią Reducją, oblężonej przez tajemnicze siły i Moce czające się w mroku.
Pod wpływem twórczości Hodgsona i Clarka Ashtona Smitha, Jack Vance napisał zbiór opowiadań The Dying Earth, po polsku tytuł tłumaczony jest jako Umierająca Ziemia. Zbiór ten doczekał się kilku kontynuacji i nadał nazwę całemu podgatunkowi.